# Centaurea albonitens
Centaurea albonitens là một loài thực vật có hoa trong họ Cúc. Loài này được Turrill mô tả khoa học đầu tiên năm 1930.